# Bythinella utriculus
Bythinella utriculus е вид коремоного от семейство Hydrobiidae. Видът не е застрашен от изчезване.

## Разпространение
Разпространен е във Франция.